# Charles Nyamiti
Charles Nyamiti (9 dicembre 1931 – 19 maggio 2020) è stato un presbitero e teologo tanzaniano.

## Biografia
Nyamiti nacque in un villaggio vicino Tabora da una famiglia cattolica nyamwesi. Nel 1954, uscito dalla scuola secondaria superiore, entrò nel seminario cattolico Kipalapala a Tabora e fu ordinato prete nel 1962. Dal 1963 studiò all'Università Cattolica di Lovanio, dove conseguì la licenza in teologia nel 1966 e il dottorato in teologia sistematica nel 1969. Nello stesso periodo studiò al Conservatorio di Lovanio, conseguendo il diploma in teoria musicale e pianoforte. Proseguì i suoi studi all'Università di Vienna, dove conseguì il dottorato in antropologia culturale nel 1975. Nello stesso periodo approfondì i suoi studi di musica, conseguendo nella capitale austriaca un diploma in composizione musicale. Dopo avere trascorso un anno a Roma, tornò in Tanzania nel 1976 e fu nominato professore di teologia al seminario di Kirapalala, dove rimase diversi anni. Oltre all'attività d’insegnamento, si dedicò alla scrittura di articoli e saggi. Nel 1984 fu chiamato ad insegnare a Nairobi alla nuova Facoltà di Teologia della Catholic University of East Africa. Nel 2019 si ritirò dall'università e fece ritorno a Tabora, dove morì l'anno successivo. 
Nyamiti è considerato il pioniere della teologia africana, che si propone di radicare il messaggio cristiano nella cultura africana. Ha scritto sull'argomento numerosi articoli e alcuni libri.

## Opere principali
- (1978): African Tradition and the Christian God. Eldoret, Kenya: Gaba.
- (1984): Christ as Our Ancestor: Christology from an African Perspective. Gweru, Zimbabwe: Mambo Press.
- (1984): The way to Christian theology for Africa. Eldoret, Kenya: Gaba.